# Ginástica rítmica nos Jogos Pan-Americanos de 2015 - Fita
A competição da fita feminino foi um dos eventos da ginástica rítmica nos Jogos Pan-Americanos de 2015. Foi disputada no Toronto Coliseum entre os dias 18 e 20 de julho. 

## Calendário
Horário local (UTC-4).
| Data        | Horário | Fase         |
| ----------- | ------- | ------------ |
| 18 de julho | 11:00   | Qualificação |
| 20 de julho | 10:45   | Final        |

## Medalhistas
| Ouro   | USA Laura Zeng           |
| Prata  | USA Jasmine Kerber       |
| Bronze | BRA Angelica Kvieczynski |

## Resultados

### Qualificação
| Pos. | Ginasta                    |        | Notas |
| ---- | -------------------------- | ------ | ----- |
| 1    | USA Laura Zeng             | 16.667 | Q     |
| 2    | BRA Angelica Kvieczynski   | 15.375 | Q     |
| 3    | MEX Karla Diaz Arnal       | 15.033 | Q     |
| 4    | CAN Patricia Bezzoubenko   | 14.933 | Q     |
| 5    | USA Jasmine Kerber         | 14.517 | Q     |
| 6    | CAN Carmen Whelan          | 14.483 | Q     |
| 7    | MEX Rut Castillo           | 14.450 | Q     |
| 8    | BRA Natalia Azevedo Gaudio | 13.983 | Q     |
| 9    | VEN Michelle Sanchez       | 13.617 | R     |
| 10   | VEN Grisbel Lopez          | 12.667 | R     |

### Final
| Pos.              | Ginasta                    |        | Notas |
| ----------------- | -------------------------- | ------ | ----- |
| Medalha de ouro   | USA Laura Zeng             | 16.267 |       |
| Medalha de prata  | USA Jasmine Kerber         | 15.992 |       |
| Medalha de bronze | BRA Angelica Kvieczynski   | 15.633 |       |
| 4                 | CAN Patricia Bezzoubenko   | 15.300 |       |
| 5                 | MEX Karla Diaz Arnal       | 14.767 |       |
| 6                 | MEX Rut Castillo           | 14.200 |       |
| 7                 | CAN Carmen Whelan          | 13.733 |       |
| 8                 | BRA Natalia Azevedo Gaudio | 13.517 |       |